# Верхосулка
Верхосулка (укр. Верхосулка) — село, Верхосульский сельский совет, Белопольский район, Сумская область, Украина.
Код КОАТУУ — 5920681401. Население по переписи 2001 года составляло 467 человек.
Является административным центром Верхосульского сельского совета, в который, кроме того, входят сёла
Валиевка,
Курасово,
Лохня,
Машары,
Мукиевка и
Сульское.

## Географическое положение
Село Верхосулка находится на правом берегу реки Сула,
выше по течению на расстоянии в 1,5 км расположено село Сульское,
ниже по течению на расстоянии в 4,5 км расположены сёла Камышанка (Недригайловский район) и Сороколетово (Недригайловский район),
на противоположном берегу — сёла Валиевка и Лохня.

## История
- 1678 — дата основания.

## Экономика
- «Сула», сельхозпредприятие.